# Український П'ємонт
Український П'ємонт — метафора, часто вживана щодо Східної Галичини та її столиці Львова. Ґрунтується на тому, що П'ємонт був тим регіоном Італії, звідки почалося визволення країни від чужинців (австрійців) і об'єднання італійських земель.

## П'ємонт
П'ємонт — королівство на півночі Апенінського півострова, в якому розпочалися об'єднавчі процеси усіх італійських земель в одну державу Італію.

## Еволюція ідеї
Приклад італійців став імпульсом для визвольних рухів «недержавних» народів у Європі, які розпочали шукати свій «П'ємонт». Українці не стали винятком. Лідери громадівського руху В.Антонович та О.Кониський після жорстких репресивних дій російського уряду 70-х рр. ХІХ ст. запропонували перенести центр українського національного відродження в Галичину.
Основоположником ідеї «українського Пємонту» є Володимир Антонович.
Львівський дослідник Ігор Чорновол говорить, що поняття «український П'ємонт» народилося в київському «старогромадівському» оточенні на початку 1880-х років після поїздки Володимира Боніфатійовича до Галичини та Італії. Після Емського указу 1876 р. галицько-наддніпрянські контакти особливо активізувалися, адже на Західній України не було національно-мовних обмежень, тому сюди перекидається національно-суспільний рух з Надніпрянщини.
Метафора «українського П'ємонту» міцно закріпилася за Галичиною після двох статей Михайла Грушевського, опублікованих 1906 року: «Украинскій Піемонтъ» (рос. мова; тижневик «Украинскій Вѣстникъ») і «Галичина і Україна» (Літературно-науковий вісник) 1907 року стаття з'явилась у збірнику: Освобождение России… — С. 115—120. В наступні роки стаття перевидавалась двічі — 1916 року у віденському журналі: Вістник СВУ: — 3 грудня. — С. 787—788, а 1993 року в київському журналі: Трибуна — № 5. — С. 26–27.

У статті «Український П'ємонт» історик писав: 
|  | В останнє десятиліття XIX століття Галичина, незважаючи на власні досить важкі умови національного і економічного існування, стає центром економічного руху і щодо українських земель Росії відіграє роль культурного арсеналу, де створювались і вдосконалювались засоби національного культурного та політико-громадського відродження українського народу. |

Водночас у статті «Галичина і Україна» Грушевський свідчив: 
|  | Не було тайною ... те, що й на Україні поруч людей, які від перших заборон українського слова дивили ся на Галичину як на український Піємонт, як на ту всеукраїнську фабрику, де мусить вести ся національна робота для цілої України, до слушного часу, — були все елєменти, яким сей наклін до Галичини дуже не подобав ся, які все твердо стояли на тім, що "малорусскій вопрос можетъ быть разрѣшенъ только на русской почвѣ", в тїсній і нерозривній звязи з росийським лїберальним чи якимсь иньшим рухом; в очах одних се братаннє з Галичиною стягало на українство небажані підозріння в офіціяльних сферах; иньші бояли ся ... занечищення, викривлення галицькими елєментами українського руху, українського елєменту в Росії. |

Первісне походження метафори досі не з'ясоване. Дехто з дослідників виводить її з творів Володимира Антоновича, інші посилаються на Пантелеймона Куліша, Олександра Кониського та Михайла Драгоманова.
Зокрема, можливо, вираз було створено у 1880-х роках у «старогромадівських» колах після подорожей Володимира Антоновича до Галичини й Італії. Деякі сучасні дослідники стверджують, що на початку 1880-х Антонович наполягав на тому, що треба «зробити з Галичини український П'ємонт», а в наступні роки ще більше захопився цією ідеєю (проте ці дослідники не вказують першоджерел). Згодом цей вислів без сумніву вживав М.Драгоманов у тексті «Чудацькі думки про українську національну справу» («Народ», 1891).
Перед Першою світовою війною галицькі українці завдяки широкій громадсько-політичній і культурній діяльності перетворилися у самосвідому національну спільноту, метою якої було самостійне політичне життя.
Ідея «українського П'ємонту» знайшла логічне продовження в український політичній думці міжвоєнного періоду. Публіцист і філософ В.Кучабський стверджував, що український народ наділений кордонами чужих держав і об'єднаний лише усвідомленням своєї етнокульрної єдності ніколи не зможе, особливо при імперсивній політиці цих держав, створити власну державу. Зародком майбутньої української нації може стати глибоко пройнята ідеями національного відродження, міцно згуртована, компактно розміщена територіальна спільнота. Таким П'ємонтом, на його думку, могла стати Галичина, де склалися для цього найсприятливіші умови. Військові, на його думку, могли б стати провідною верствою в українському державотворенні у 1917—1920 pp. — тоді, коли, інші верстви виявилися нездатними до цього. Провідну ж верству, що зберегла в собі консервативні лицарські риси, несе відповідальність за державну справу, гарантує стабільність внутрішнього устрою держави, В. Кучабський вбачав у великих землевласниках. Ідея пошуку «землі обітованої» стала частиною ідеології українського консерватизму. В.Кучабський називав свою державотворницьку концепцію позитивним мілітаризмом. Ця концепція, провідну роль у побудові монархічної держави відводила військовій еліті з національним світоглядом, військовим хистом, аристократизмом і вождистським спрямуванням.
В період утворення ОУН центром національно-визвольного руху залишилась Галичина, а «Українським П'ємонтом» — Львів. Організації «Луг», «Сокіл», «Пласт» готували молодь до нових визвольних змагань. Товариство «Просвіта» ширило в селах мережу читалень. Молоді націоналісти плекали надію, що сама на Галичині відновиться Українська незалежна держава.
Після Другої світової війни радянській владі вдалося ненадовго придушити вияви національної свідомості..
У 1952 р. публіцист І. Кедрин. написав статтю «Чи справді П'ємонт?». У ній він погоджується з тим, що порівняння української Галичини з італійським П'ємонтом шкутильгає, оскільки й історію італійського народу цілком неможливо порівняти з історією українського народу. Його робота цінна визначенням образу-поняття: «Галицький П'ємонт — це фортеця тугости цієї західної вітки великого українського народу. Галицький П'ємонт — це та частина великої української землі, де могли витворюватися вартості всенаціонального значення тоді, коли інші землі тієї змоги не мали. Галицький П'ємонт — це взірець всенаціонального патріотизму, що в наші революційні роки, ген аж під кінець Першої світової війни, зумів на невеличкій території поставити розмірно найчисленнішу, високоідейну і здисципліновану регулярну збройну силу, що боролася не тільки за цю свою вужчу батьківщину…».
У 1953 р. з початком періоду «відлиги» розпочався і новий процес «п'ємонтизації» Галичини, активними діячами котрого стали «шістдесятники». На сході України почалися жорстокі утиски митців, тому починаючи з 1962 року спостерігається «експорт революції» на Захід до Львова. Контакти львівських і київських шістдесятників ставали дедалі міцнішими. Львів і Західна Україна в цілому залишалися в уявленнях національне свідомої інтелігенції «українським П'ємонтом». Складність полягала в тому, що саме у Львові національне свідома інтелігенція була предметом особливої уваги партійних органів і КДБ. Політична атмосфера Львову була набагато важчою, ніж у Києві. В той час, як у столиці України буяла «відлига», вечори поетів-шістдесятників збирали тисячні аудиторії, у Львові кожний прояв вільної думки ставав предметом розборів, нагінок і адміністративних заходів. Головним наслідком персональних контактів київських і львівських шістдесятників, з точки зору розвитку руху духовного й інтелектуального опору, можна вважати початок процесу їх диференціації на тих, хто все більше цікавився політичними і соціальними аспектами культурництва, й тих, хто вважав доцільнішим обмежуватись суто мистецькими справами.
У 80-х рр. ХХ ст. З початком періоду «перебудови» розпочинається новий етап розвитку «Українського П'ємонту». В цей час у внутрішньополітичній сфері відбувалася демократизація суспільного життя. Однією із складових перебудови була політика гласності. В цей період починається ліквідація т.з. «білих плям» в історії, та зацікавленість населення своїм минулим. Галичина в котрий раз стає «Українським Пємонтом». У Львові починають працювати молоді дослідники, які прагнуть віднайти істину, яку намагалася знищити радянська влада.
З досягненням незалежності та початком національного відродження знову почали говорити про Галичину, як про П'ємонт українських земель. Це було спричинене тим, що перший Президент України Леонід Кравчук звернувся до політичних партій з проханням про допомогу у створенні національної ідеї для молодої Української Держави.
Культуролог Галичини — Тарас Возняк вважає: «Галичина є заручником української національної ідеї»

## «Польський П'ємонт»
Польський історик Юзеф Бушко стверджує, що конкурентне означення Галичини як «польського П'ємонту» з'явилось і в середовищі польських лібералів під час російсько-турецької війни 1877—1878.